# Téri Tibor
Téri Tibor (Budapest, 1914. szeptember 25. – Budapest, 2008. október 2.) magyar táncos, koreográfus.

## Tanulmányai és munkássága 1956-ig
Táncos képzettségét az 1930-as években Szentpál Olga mozdulatművészeti iskolájában szerezte. 1937-től a Trojanoff Együttes produkcióiban és a Miloss Aurél alapította Magyar Balett Stúdióval lépett fel, itthon és külföldön (Göteborg, London, Firenze, Róma) egyaránt.
A háború utáni években „kultúrvezetőként” gyári néptánctanfolyamokat és együtteseket szervezett, vezetett. E mozgalmi folyamat betetőzéseként 1948-ban megalapította az OKISZ ma is fennálló Erkel Ferenc Művészegyüttesének néptáncegyüttesét (az 50. évfordulón alapítóként még személyesen hajolhatott meg az ünneplő közönség előtt). Ugyanebben az évben a megalakuló Magyar Táncművészek Szövetségének első főtitkára lett.
Miközben 1950–52 között az operaház balettegyüttesének tagja volt, változatlanul koreografált az OKISZ-ban (1955-ig) s fontos táncszakírói tevékenységet is folytatott. A szakfolyóiratokban napvilágot látó cikkek, kritikák, tanulmányok mellett megírta az 1956-ban a Művelt Nép könyvkiadó gondozásában megjelent első átfogó magyar tánctörténet, „A magyar balett történetéből” című többszerzős munka VII. fejezetét a két világháború közti magyar balettről.

## Balettegyüttes alapítás Miskolcon és Pécsett
1956-ban a miskolci Déryné Színházban balettegyüttest alapított. Mohay Lászlóval, Farkas Violával, Lengyel Annamáriával, Révész Gabriellával, Szabó  Tildával, Farkas Zoltánnal és Papp Zoltánnal, valamint akkori feleségével, Téri Pirivel bemutatták Joseph Bayer: Babatündér, Weber-Berlioz: A rózsa lelke és Maurice Ravel: Boleró c. egyfelvonásosait. A Miskolcon addig nem látott önálló balettestet sajnos nem követhették újabb bemutatók, a színház épületét tatarozás miatt bezárták, a társulat a diósgyőri vasgyár kultúrházába költözött, ahol kizárólagos operettrepertoárral vészelték át a rekonstrukció időszakát. Hiába tervezett újabb munkákat (Bodrogi Zoltán táncos asszisztensével a miskolci Balogh Béni: Gyöngyhúrú citera c. meseregényéből írtak helyi kötődésű, háromfelvonásos mesebalettet), az operettek mégoly sikeres táncos betétein akkor túl nem léphetett.
Ezért újabb együttesalapításba fogott. 1959-ben Téri Pirivel és Mohay Lászlóval áttették székhelyüket a Pécsi Nemzeti Színházba, ahol az ottani táncosokon (Domján Marika és Tibor) kívül leszerződtette az Állami Balett Intézetben akkor végző évfolyamot: Csifó Ferencet, Fodor Antalt, Medveczky Ilonát, Rónai Mártát, Stimácz Gabriellát. Első bemutatójuk ismét egyfelvonásosokból állt: Rimszkij-Korszakov: Seherezáde, Ravel: Boleró és Kincses József  erdélyi népballada-feldolgozása, a Kádár Kata. Az 1960-as második bemutatóra már társakat hívott: Lőrinc György, a Balett Intézet akkori igazgatója Debussy: Egy faun délutánjá-t, Téri Casella: A korsó c. egyfelvonásosát, az ugyancsak meghívott Eck Imre Kabalevszkij: Komédiások-ját koreografálta. Ebből az alapvetésből nőtt aztán ki az Eck vezette európai hírű, ma ismert Pécsi Balett.

## A nyugdíjtól a halálig
Téri Tibor ezt követően 1974-es nyugdíjba vonulásáig Pécsett, Egerben és Miskolcon rendezőasszisztensként, Budapesten a Vidám Színpadon és a Tháliában ügyelőként művészi alázattal szolgálta a színház ügyét. 1975-ben, már nyugdíjasként visszatért táncos pályája egyik kiindulópontjára, a Magyar Táncművészek Szövetségébe, ahol könyvtárosként majd egy évtizedig hangyaszorgalommal gyűjtögette a táncszakma dokumentumait, hogy abból 1987-re Táncarchívum néven az Országos Színháztörténeti Múzeum és Intézetbe integrálva kinőjön az a gyűjtemény, mely ma a szakma egyik legteljesebb forrásaként funkcionál.
Második felesége Dérföldi Erzsébet. Téri Tibor 94 évesen, 2008. október 2-án hunyt el Budapesten.